# Gádoros
Gádoros là một làng thuộc hạt Békés, Hungary. Làng này có diện tích 38,13 km², dân số năm 2010 là 3745 người, mật độ 98 người/km².